# Рукопись, найденная в бутылке
«Ру́копись, на́йденная в буты́лке» (англ. MS. Found in a Bottle) — рассказ Эдгара Аллана По в жанре приключений, в котором описывается морское путешествие героя, прошедшего через тяжёлые испытания и ставшего свидетелем фантастических событий. Рассказ изложен в форме послания, которое герой опустил в бутылку и выбросил за борт в момент приближающейся гибели.
«Рукопись, найденная в бутылке» был одним из шести рассказов, которые Эдгар По отправил на конкурс, организованный еженедельником Baltimore Saturday Visiter. Решением членов жюри он стал победителем и принёс автору приз — 50 долларов. Рассказ был опубликован в выпуске Baltimore Saturday Visiter за 19 октября 1833 года. Это был первый прозаический опыт Эдгара По, получивший высокие критические оценки и ставший отправной точкой на его пути к славе признанного мастера мировой новеллистики.

## Сюжет
Кому осталось жить одно мгновенье,
Тому уж нечего скрывать.
Рассказчик, покинувший свою семью и родную страну, без какой-либо цели решил отправиться в путешествие из Батавии (голландское название города Джакарта) к Зондским островам на торговом судне. Спустя несколько дней путешествия на корабль обрушивается сильнейший самум, в результате чего вся команда, за исключением рассказчика и старого шведа, погибает. Шторм постепенно утихает, направляя чудом уцелевшее судно, предположительно, к Южному полюсу.

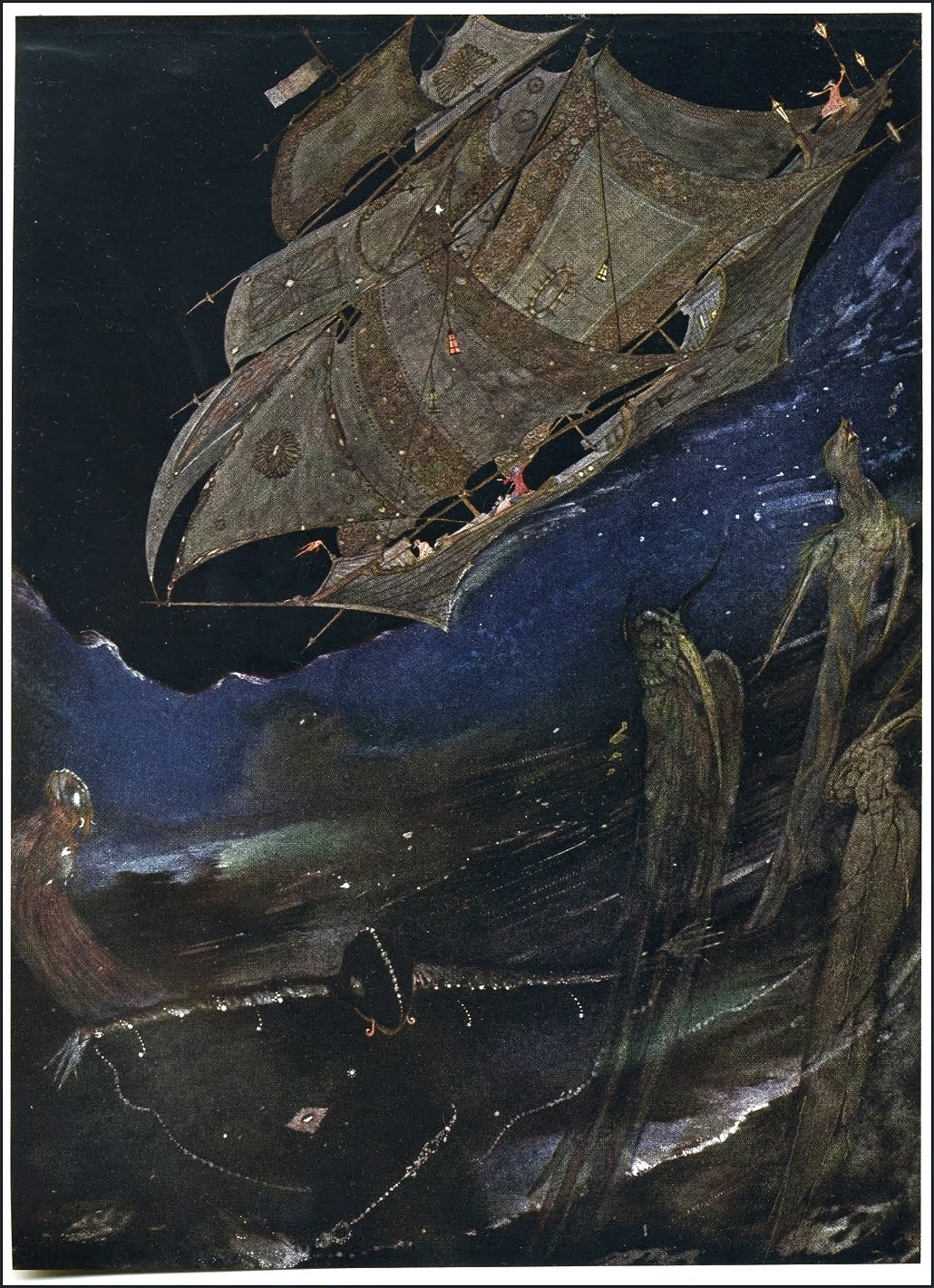
«И исполинские воды вздымают свои головы, подобно демонам глубин». Иллюстрация Гарри Кларка

На пятый день корабль, окутанный холодом и тьмой, снова оказывается в эпицентре бури. Он едва не тонет, когда на вершине очередного вала показывается огромный корабль в боевом оснащении. Сорвавшись вниз, он сталкивается с судном героя. Тот, чудом выжив, оказывается на палубе неизвестного корабля и прячется в его трюме. Вскоре он обнаруживает, что вся команда состоит из стариков, которые не замечают его и бродят по кораблю, погружённые в размышления. Прятаться от них бессмысленно, так как они не хотят видеть рассказчика. В каюте капитана герой находит письменные принадлежности и начинает вести дневник, в котором описывает происходящие события. Следуя течению, судно на полных парусах продолжает идти на юг, вероятно, к Южному полюсу. Вскоре льды, находящиеся справа и слева от корабля, расступаются, и он выходит на открытое пространство, где попадает в огромный водоворот и погружается в пучину.
Всю эту историю читатель узнаёт из рукописи, которую рассказчик, по всей видимости, в последний момент перед гибелью успевает поместить в бутылку и выбросить за борт.

## Анализ

### Тематика и источники вдохновения
В «Рукописи, найденной в бутылке» По впервые в своём творчестве обратился к тематике морских приключений. Впоследствии он вернётся к ней в таких произведениях, как «Низвержение в Мальстрём», «Продолговатый ящик» и «Повесть о приключениях Артура Гордона Пима». Помимо того, что эта тема была популярна в художественной литературе того времени, Эдгар По испытал влияние своего старшего брата, Уильяма Генри Леонарда, который был моряком и неоднократно рассказывал ему о своих походах.
Сам сюжет о морском путешествии в неизведанное По мог найти у британского романтика С. Т. Кольриджа, в его поэме «Сказание о старом мореходе». Флойд Стовалл в University of Texas Studies in Literature предполагает, что По вряд ли мог написать рассказ о корабле-призраке, потерпевшем крушение, не вспоминая о приключениях «старого морехода», корабль которого штормом занесло в Антарктику. Однако, исследователь творчества По Томас Мэббот считает, что поэма Кольриджа являлась для По скорее второстепенным идейным источником, чем основным.

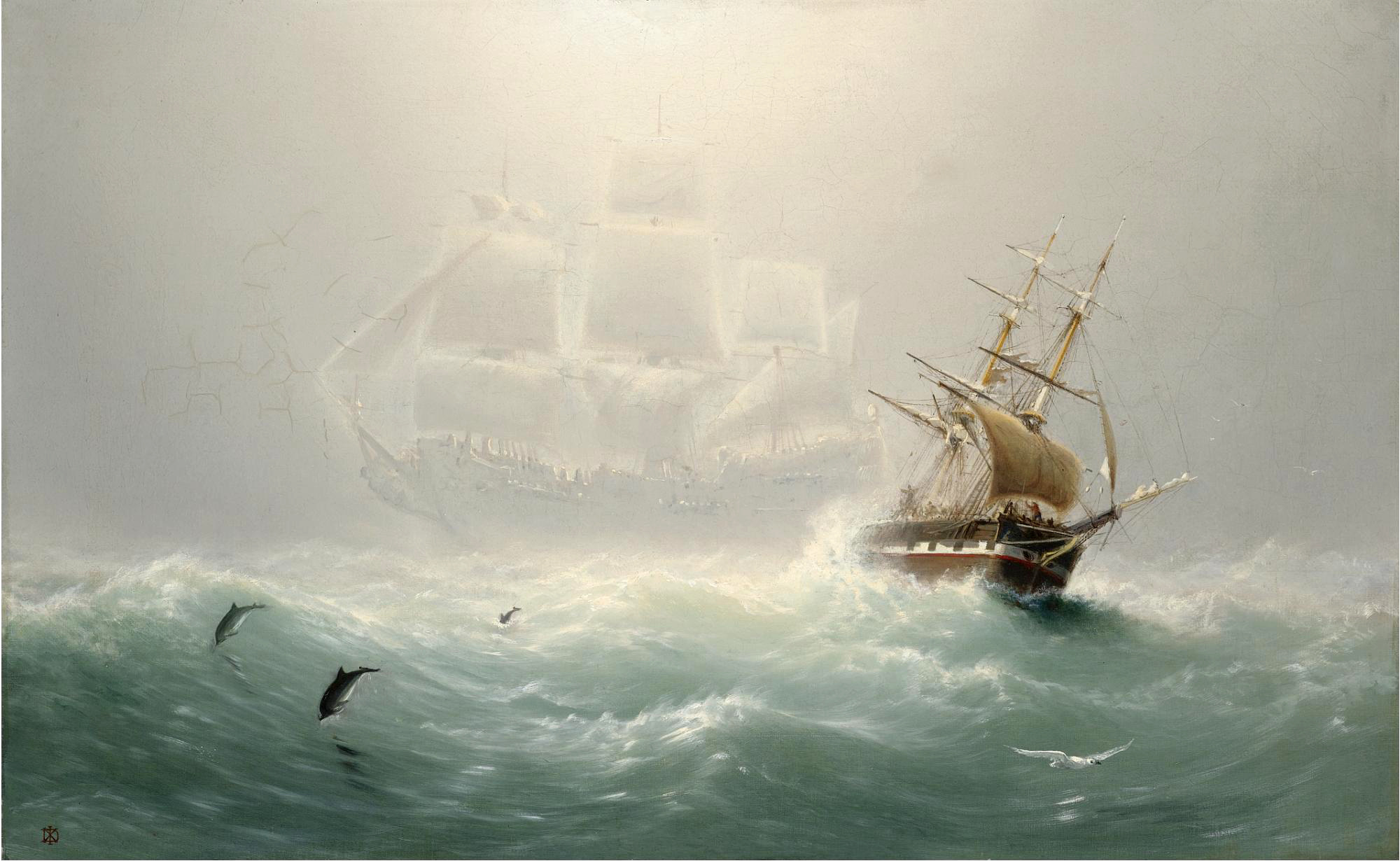
«Летучий Голландец». Картина Чарльза Дикса (1860-е)

Источником вдохновения для включения в новеллу По таинственного чёрного корабля с командой, похожей на призраков, могла стать какая-нибудь из многочисленных историй о «Летучем голландце», корабле-призраке, который, согласно легендам, в XVII веке бороздил просторы Ост-Индии. Номер Burton’s Gentleman’s Magazine за июнь 1839 года содержит критическую статью на роман Фредерика Мариетта «Корабль-призрак», которая, предположительно, стала первой работой Эдгара По в журнале Бёртона. Статья гласит: «Старая легенда о Летучем Голландце обладает таким богатым материалом, о котором обладатель бурного воображения мог только мечтать». В одной из заметок к своей поэме «Рокби»
сэр Вальтер Скотт писал:

Это известное морское поверье о фантастическом судне, называемом «Летучем Голландцем», который, как считается, можно встретить на широте Мыса Доброй Надежды. В отличие от земных судов он форсирует парусами в такую погоду, когда никто не отважится спустить их даже на дюйм. Причина его скитаний не совсем ясна. Согласно распространённому мнению, этот корабль когда-то был нагружен огромными богатствами, но на его борту свершилось ужасное злодеяние, в результате которого среди проклятой команды разразился мор. Они плыли без цели, из-за страха распространения поражающей их болезни их не пускали ни в одну бухту. В качестве наказания за свои преступления команда корабля-призрака обречена бороздить моря, где произошла катастрофа. Увидеть «Голландца» у моряков считается худшим из всех возможных предзнаменований.
Ещё одним произведением, которое могло стать источником заинтересованности По темой кораблей-призраков мог оказаться рассказ «A Picture of the Sea» Уильяма Гилмора Симмса, опубликованный в Charleston Southern Literary Gazette в декабре 1828 года. В то время По служил в армии и его часть была расквартирована в форте Молтри. Практически не представляется возможным, чтобы в это время он не читал местную газету подобного рода. Рассказы По и Симмса имеют множество параллелей, особенно удивляет схожесть начал их повествований.

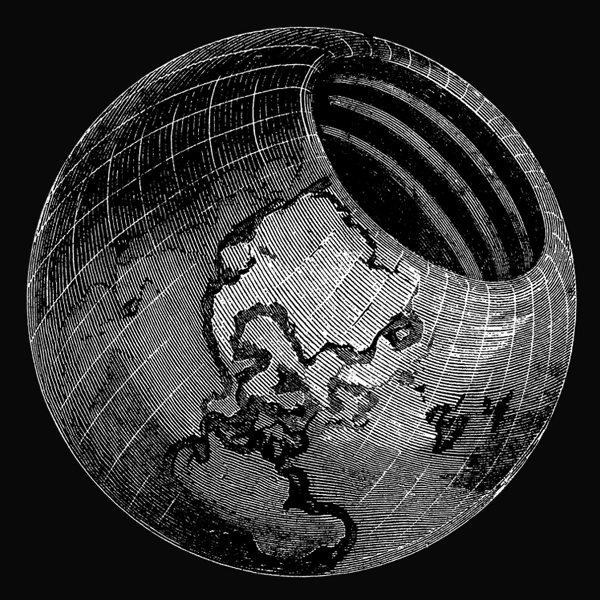
Иллюстрация идеи о полой Земле

Эдгара По, как представителя своего времени, привлекали неизведанные территории Южного полюса (Антарктида была открыта в 1820 году, за 13 лет до публикации рассказа). Он был знаком с сочинениями Александра фон Гумбольдта, немецкого учёного, в рамках своих исследований много путешествовавшего по свету. В начале XIX века получила широкое распространение идея, авторы которой — Джон Кливз Симмс и Джеремайя Н. Рейнольдс — утверждали, что земной шар является полым, а входы во внутреннюю часть нашей планеты находятся на полюсах. Возможно, По испытывал интерес к этой теории и решил отразить её в рассказе. К теме путешествия к южным областям Земли По обратился и в другом своём произведении — «Повести о приключениях Артура Гордона Пима», в котором, как и в «Рукописи», повествование обрывается в неизведанных территориях Антарктики.
Существует версия, что По написал «Рукопись» в качестве сатирической пародии на типичный для того времени жанр морских рассказов. В качестве подтверждения указывались абсурдность сюжета и неправдоподобие некоторых фактов, например, того, как герой мог вести дневник в описываемых в рассказе обстоятельствах. Уильям Биттнер считал, что целью сатирического осмеяния По в «Рукописи» была непосредственно писательница Джейн Портер с её повестью Sir Edward Seaward’s Narrative (1831) или же Джон Кливз Симмс, как вероятный автор романа Smyzonia, изданного под псевдонимом. В подтверждение этой теории также приводится факт, что в своём раннем прозаическом творчестве По обращался преимущественно к пародии и сатире (рассказы «Бон-Бон», «Герцог де Л’Омлет», «Без дыхания»).

### Художественные особенности

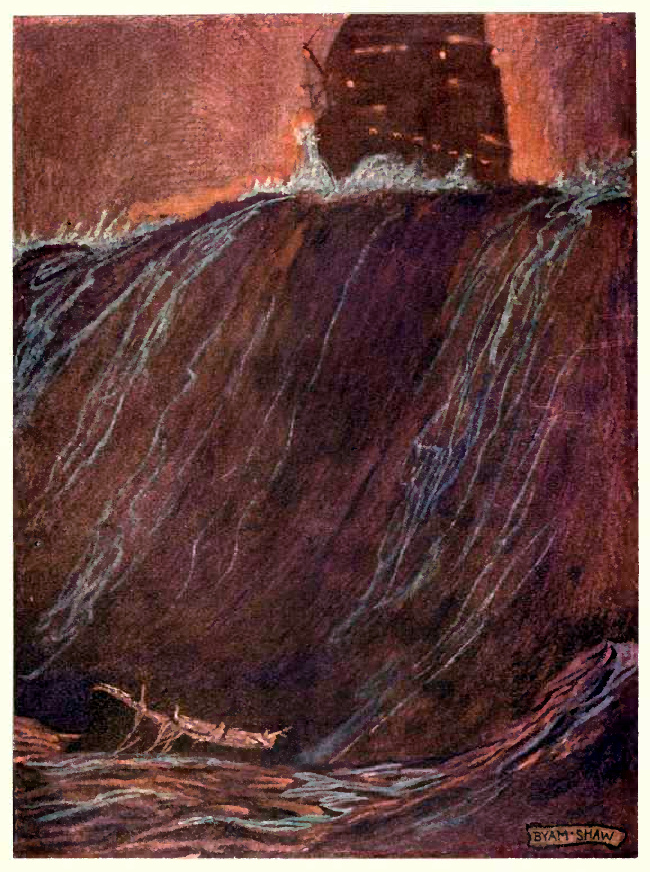
Иллюстрация Байема Шоу, сборник Selected Tales of Mystery (1909)

В «Рукописи» Эдгар По использует привычную для рассказов подобной тематики метафору, сравнивая морское путешествие с процессом самопознания, однако добавляет в неё новый элемент. Это процесс ведения записей, как способ предотвратить смерть и в то же время познать её. Чем дольше герой пишет, тем больше мы узнаём о его истории, но в то же время это приближает его к финальной точке познания, то есть смерти. Бутылка, куда он опускает своё послание, оказывается сосудом, хранящим его секреты и открытия, историю его жизни. Она в определенной мере дарует герою бессмертие. Вероятно, По полагал, что язык продлевает человеческую жизнь и дарует возможность его нематериального существования.
Говоря о художественных особенностях «Рукописи», критики отмечали её аллегоричность, подвергая содержание рассказа и заложенные автором идеи множеству интерпретаций. Дэниел Хоффман высказал мысль о том, что морское путешествие в рассказе олицетворяет «возвращение души к своим началам, погружение в круговорот зарождения новой жизни». Дэвид Холибертон предположил, что основная идея в рассказе заключена в отрезанности главного героя от прошлого и будущего. В результате этого он вынужден жить «в неопределённом настоящем, бесконечном моменте ужаса». Чарльз Мэй нашёл событиям в рассказе более рациональное объяснение. Заметив, что фантастическое в истории появляется после того, как основным пропитанием героя стало «небольшое количество пальмового сахара», он предположил, что тот мог быть по небрежности смешан с опиумом, вследствие чего происходящее в новелле являет собой последствия употребления наркотика.
Кларк Гриффит полагал, что «Рукопись» стала поворотным моментом в отношении По к стандартным для готической литературы приёмам. Если Анна Радклиф и Хорас Уолпол использовали фантастические обстоятельства в качестве внешнего фактора, вселяющего ужас в героев их произведений, то Эдгар По также использует этот приём, однако источником этих обстоятельств у По является сам герой, его разум. В «Рукописи» внимание акцентируется на внутренних чувствах и переживаниях — в этом и заключается новаторство По как готического автора. В то же время, по словам Гриффита, этот рассказ лишь первый шаг на пути По к «психологизации готики».

## Отзывы и влияние

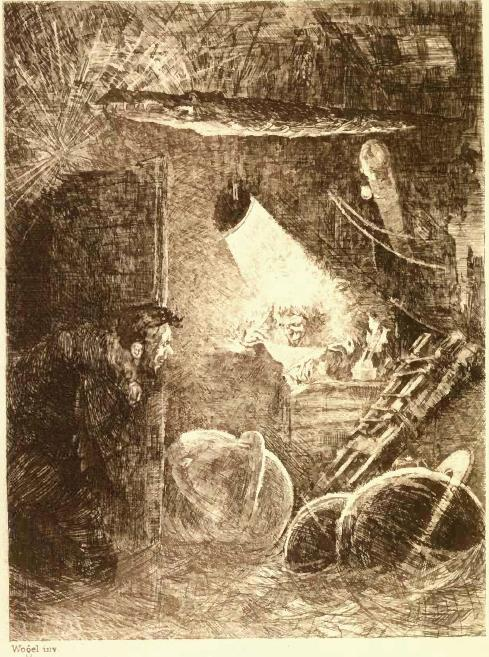
Иллюстрация «Wogel», сборник
The Tales and Poems (1895)

Члены жюри, присудившие «Рукописи, найденной в бутылке» победу в конкурсе короткой прозы, высоко оценили произведение молодого автора, продемонстрировавшего «буйное, неиссякаемое поэтическое воображение, богатство стиля и плодовитую изобретательность, широту и глубину познаний». Они также отметили, что было чрезвычайно трудно определиться с лучшим из шести рассказов По. Выбор пал на «Рукопись» «скорее из-за оригинальности замысла и размеров рассказа, нежели из-за его превосходства над другими сочинениями, присланными автором». Писатель Джозеф Конрад считал, что «по качеству рассказ не уступает другим экземплярам жанра: он настолько точен в деталях, что мог быть рассказан моряком, обладающим мрачным и поэтическим гением и удивительной изобретательностью воображения». Профессор Скотт Пиплз, изучавший творчество По, говорил о важности «Рукописи» как «рассказа, с которого началась карьера писателя».
«Рукопись, найденная в бутылке», возможно, оказала влияние на Германа Мелвилла, в чьём романе «Моби Дик» обнаруживается сходство с рассказом По. Так, филолог Джек Шертинг писал:

 Две известные работы в американской литературе подходят приведённому описанию. Обе написаны в XIX веке, и в каждой из них главным героем является наблюдательный рассказчик, который, ведомый своей беспокойной натурой, отправляется в море и оказывается на злосчастном для него судне. Корабль, укомплектованный странной командой и управляемый не менее странным и внушающим трепет капитаном, становится жертвой невероятной катастрофы; и если бы не чудом сохранившаяся «сосуд» со своим грузом, история рокового путешествия не дошла бы до нас. Эти две работы, конечно, «Моби Дик» Мелвилла и «Рукопись, найденная в бутылке» По, и соответствия между ними в некоторых аспектах настолько близки, что можно предположить, что отношения между двумя этими историями носят не случайный, а причинно-следственный характер.
Оригинальный текст (англ.)Two well-known works of American fiction fit the following description. Composed in the 19th century each is an account of an observant, first-person narrator who, prompted by a nervous restlessness, went to sea only to find himself aboard an ill-fated ship. The ship, manned by a strange crew and under the command of a strange, awesome captain, is destroyed in an improbable catastrophe; and were it not for the fortuitous recovery of a floating vessel and its freight, the narrative of the disastrous voyage would never have reached the public. The two works are, of course, Melville's Moby-Dick (1851) and Poe's "MS. Found in a Bottle" (1833), and the correspondences are in some respects so close as to suggest a causal rather than a coincidental relationship between the two tales.
В выпуске Saturday Visiter за 30 ноября 1833 года был опубликован анонимный рассказ «MSS Found in a Drawer» («Рукописи, найденные в ящике стола»), который мог быть написан под влиянием «Рукописи, найденной в бутылке» или же в качестве пародии на неё. В нём рассказчик описывает как он с двумя товарищами плыл на небольшой лодке, которая столкнулась с проходящим мимо судном. Оба компаньона героя погибли, ему же удалось спастись ценой собственного рассудка. Его дикий неконтролируемый смех услышали негры, устроившие на ближайшем берегу пикник. Они и спасли его.

## История публикаций

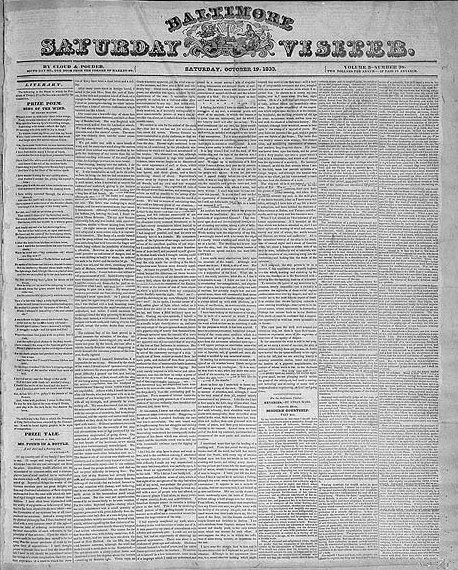
Титульный лист Baltimore Saturday Visiter за 19 октября 1833 года

Выпуск газеты Baltimore Saturday Visiter за 15 июня 1833 года содержал объявление о литературном конкурсе среди американских авторов. Издатели еженедельника, Чарльз Клод и Уильям Паудер, анонсировали приз в размере 50 долларов за лучший рассказ и 25 долларов за лучшее стихотворение, объёмом не более ста строк, присланные не позднее 1 октября 1833 года. По откликнулся на объявление и прислал в редакцию шесть рассказов. В жюри председательствовали известные писатели Дж. Кеннеди, Дж. Лэтроуб, а также доктор Дж. Миллер, которые лучшим рассказом признали «Рукопись, найденную в бутылке». Победитель был объявлен в выпуске Baltimore Saturday Visiter от 12 октября, а в следующем номере (19 октября) рассказ был опубликован. Комментарий жюри гласил: «Ниже следует рассказ, который комитет наградил премией в 50 долларов. Он отличается очень выразительным стилем». На конкурс По отправил также стихотворение «Колизей», которое тоже было опубликовано несколько дней спустя, но главный приз в поэтической номинации не выиграло.

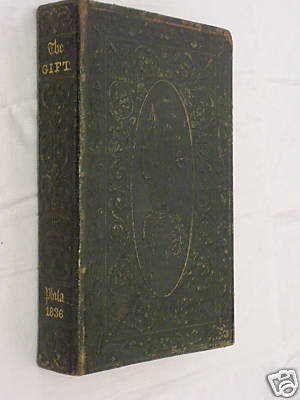
Подарочный сборник The Gift, содержащий «Рукопись, найденную в бутылке» (1836)

Джон Кеннеди, заметивший талант молодого автора, помог По с началом писательской карьеры, устроив его на работу в Baltimore Saturday Visiter. В 1836 году он также посодействовал с переизданием «Рукописи, найденной в бутылке» в ежегодном подарочном сборнике The Gift: A Christmas and New Year’s Present. Кроме того, Кеннеди посоветовал По собрать все рассказы, отправленные на конкурс, и оказал помощь в их публикации под одной обложкой в издательстве Carey & Lea. По планировал включить «Рукопись» в сборник «Рассказы Фолио клуба» и издать его в Baltimore Saturday Visiter, который специально для этого объявил о наборе подписчиков, готовых приобрести новую книгу по 1 доллару за экземпляр. «Фолио клуб» представлял собой вымышленное литературное сообщество, «скопище скудоумия» по словам По, члены которого собирались вместе, чтобы представить или послушать новую историю. Идея была не новой — подобный композиционный приём использовал Джефри Чосер в своих «Кентерберийских рассказах». Через неделю после того, как Baltimore Saturday Visiter выпустил рекламное объявление о начале сбора подписок, газета объявила о том, что автор отозвал свои произведения из печати с намерением издать их в Филадельфии. Сборник был предложен издательству Harper & Brothers, но оно от него отказалось, сославшись на то, что читателям не интересна малая проза и его печать не окупится. Это замечание подтолкнуло По написать «Повесть о приключениях Артура Гордона Пима» — ещё одно произведение о приключениях в море.
Вскоре после публикации, 26 октября 1833 года, «Рукопись, найденная в бутылке» была без разрешения автора перепечатана в газете The People’s Advocate. В августе 1835 года По занял место редактора в ричмондском журнале Southern Literary Messenger. Рассказ был включён в его декабрьский номер.
На русском языке рассказ впервые был опубликован в анонимном переводе в журнале «Сын отечества» 23 сентября 1856 года. М. А. Энгельгардт и К. Д. Бальмонт перевели рассказ в 1896 и 1901 году соответственно (перевод Бальмонта был озаглавлен «Манускрипт, найденный в бутылке»).